# Ramy Bensebaini
Amir Selmane Ramy Bensebaïni (sinh ngày 16 tháng 4 năm 1995) là một cầu thủ bóng đá chuyên nghiệp người Algérie hiện đang thi đấu ở vị trí hậu vệ trái hoặc trung vệ cho câu lạc bộ Borussia Dortmund tại Bundesliga và Đội tuyển bóng đá quốc gia Algérie.

## Sự nghiệp câu lạc bộ

### Paradou AC
Sinh ra ở Constantine, Bensebaïni bắt đầu sự nghiệp bóng đá của anh tại Paradou AC khi gia nhập đội trẻ năm 2008 và ra mắt đội một vào năm 2013. Vào mùa hè năm 2013, Bensebaïni đến thử việc tại câu lạc bộ Porto tại Primeira Liga và sau đó được câu lạc bộ Arsenal tại Premier League cho thử việc hai tuần và trong thời gian thử việc với Arsenal, anh chơi hai trận giao hữu với đội U21 gặp Luton Town và Colchester.

#### Lierse (mượn)
Vào tháng 6 năm 2014, Bensebaïni được Paradou cho câu lạc bộ Lierse tại Belgian Pro League mượn trong một mùa giải. Anh ra mắt chính thức vào ngày 3 tháng 8 trong trận đấu trước Club Brugge khi vào sân thay cho Wanderson ở phút thứ 94. Bensebaïni ra sân 23 lần trong suốt mùa giải, ghi 1 bàn nhưng không thể giúp Lierse tránh xuống hạng.

#### Montpellier (mượn)
Vào tháng 6 năm 2015, Bensebaïni gia nhập Montpellier theo dạng cho mượn từ Paradou AC trong suốt mùa giải Ligue 1 2015–16.

### Rennes
Vào ngày 5 tháng 7 năm 2016, Bensebaïni ký hợp đồng 4 năm với Rennes.

### Borussia Mönchengladbach
Vào ngày 14 tháng 8 năm 2019, Bensebaïni gia nhập Borussia Mönchengladbach và ký hợp đồng có thời hạn 4 năm với trị giá 8 triệu euro.
Anh có trận ra mắt cho Mönchengladbach ở Bundesliga với tư cách là cầu thủ đá chính trong trận chiến thắng trước 1. FC Köln. Vào ngày 10 tháng 11, anh ghi bàn thắng đầu tiên cho câu lạc bộ trong trận trước Werder Bremen. Tuy nhiên, cũng trong trận đấu đó, anh bị đuổi khỏi sân. Vào ngày 7 tháng 12 năm 2019, anh ghi một cú đúp trong chiến thắng 2–1 trước đương kim vô địch Bundesliga Bayern Munich.
Vào tháng 4 năm 2023, giám đốc thể thao Roland Virkus của Gladbach xác nhận rằng Bensebaïni rời câu lạc bộ vào cuối mùa giải 2022–23 sau khi Bensebaïni quyết định không gia hạn hợp đồng.

### Borussia Dortmund
Vào ngày 5 tháng 6 năm 2023, Bensebaïni gia nhập Borussia Dortmund theo dạng chuyển nhượng tự do với hợp đồng có thời hạn 4 năm. Vào ngày 12 tháng 8 năm 2023, anh có trận ra mắt chính thức cho câu lạc bộ trong chiến thắng 6–1 trên sân khách trước Schott Mainz ở DFB-Pokal.

## Sự nghiệp quốc tế
Vào ngày 19 tháng 7 năm 2015, Bensebaïni có trận ra mắt cho Đội tuyển bóng đá U-23 quốc gia Algérie trong vòng loại Cúp bóng đá U-23 châu Phi 2015 trước Sierra Leone.
Vào tháng 11 năm 2015, Bensebaïni được gọi lên Đội tuyển bóng đá quốc gia Algérie trong trận đấu trước Tanzania trong vòng loại FIFA World Cup 2018.

## Thống kê sự nghiệp

### Câu lạc bộ
Tính đến 19 tháng 12 năm 2023
| Câu lạc bộ               | Mùa giải            | Giải vô địch        | Giải vô địch | Giải vô địch | Cúp quốc gia | Cúp quốc gia | Cúp Liên đoàn | Cúp Liên đoàn | Châu lục | Châu lục | Tổng cộng | Tổng cộng |
| Câu lạc bộ               | Mùa giải            | Hạng đấu            | Trận         | Bàn          | Trận         | Bàn          | Trận          | Bàn           | Trận     | Bàn      | Trận      | Bàn       |
| ------------------------ | ------------------- | ------------------- | ------------ | ------------ | ------------ | ------------ | ------------- | ------------- | -------- | -------- | --------- | --------- |
| Lierse (mượn)            | 2014–15             | Belgian Pro League  | 23           | 1            | 6            | 1            | —             | —             | —        | —        | 29        | 2         |
| Montpellier (mượn)       | 2015–16             | Ligue 1             | 22           | 2            | 2            | 0            | 1             | 0             | —        | —        | 25        | 2         |
| Rennes                   | 2016–17             | Ligue 1             | 25           | 0            | 0            | 0            | 1             | 0             | —        | —        | 26        | 0         |
| Rennes                   | 2017–18             | Ligue 1             | 29           | 0            | 1            | 0            | 3             | 0             | —        | —        | 33        | 0         |
| Rennes                   | 2018–19             | Ligue 1             | 25           | 1            | 4            | 1            | 1             | 0             | 9        | 1        | 39        | 3         |
| Rennes                   | Tổng cộng           | Tổng cộng           | 79           | 1            | 5            | 1            | 5             | 0             | 9        | 1        | 98        | 3         |
| Borussia Mönchengladbach | 2019–20             | Bundesliga          | 19           | 5            | 1            | 0            | —             | —             | 6        | 0        | 26        | 5         |
| Borussia Mönchengladbach | 2020–21             | Bundesliga          | 25           | 4            | 3            | 1            | —             | —             | 5        | 2        | 33        | 7         |
| Borussia Mönchengladbach | 2021–22             | Bundesliga          | 23           | 4            | 1            | 2            | —             | —             | —        | —        | 24        | 6         |
| Borussia Mönchengladbach | 2022–23             | Bundesliga          | 28           | 6            | 2            | 1            | —             | —             | —        | —        | 30        | 7         |
| Borussia Mönchengladbach | Tổng cộng           | Tổng cộng           | 95           | 19           | 7            | 4            | —             | —             | 11       | 2        | 113       | 25        |
| Borussia Dortmund        | 2023–24             | Bundesliga          | 13           | 0            | 3            | 0            | —             | —             | 5        | 0        | 21        | 0         |
| Tổng cộng sự nghiệp      | Tổng cộng sự nghiệp | Tổng cộng sự nghiệp | 232          | 21           | 23           | 6            | 7             | 0             | 24       | 3        | 286       | 31        |

1. ↑  Bao gồm Cúp bóng đá Bỉ, Coupe de France và DFB-Pokal
2. ↑  Bao gồm Coupe de la Ligue
3. 1 2  Ra sân tại UEFA Europa League
4. 1 2  Ra sân tại UEFA Champions League

### Quốc tế
Tính đến 9 tháng 1 năm 2024
| Đội tuyển quốc gia | Năm       | Trận | Bàn |
| ------------------ | --------- | ---- | --- |
| Algérie            | 2017      | 8    | 0   |
| Algérie            | 2018      | 8    | 2   |
| Algérie            | 2019      | 14   | 1   |
| Algérie            | 2020      | 4    | 1   |
| Algérie            | 2021      | 7    | 1   |
| Algérie            | 2022      | 10   | 1   |
| Algérie            | 2023      | 7    | 0   |
| Algérie            | 2024      | 1    | 2   |
| Tổng cộng          | Tổng cộng | 59   | 8   |

Tỷ số của Algérie được liệt kê trước, cột tỷ số ghi tỷ số sau mỗi bàn thắng của Bensebaini.
| # | Ngày                 | Địa điểm                                                | Đối thủ    | Bàn thắng | Kết quả | Giải đấu                                                  |
| - | -------------------- | ------------------------------------------------------- | ---------- | --------- | ------- | --------------------------------------------------------- |
| 1 | 1 tháng 6 năm 2018   | Sân vận động 5 tháng 7, Algiers, Algérie                | Cabo Verde | 1–0       | 2–3     | Giao hữu                                                  |
| 2 | 12 tháng 10 năm 2018 | Sân vận động Mustapha Tchaker, Blida, Algérie           | Bénin      | 1–0       | 2–0     | Vòng loại Cúp bóng đá châu Phi 2019                       |
| 3 | 14 tháng 11 năm 2019 | Sân vận động Mustapha Tchaker, Blida, Algérie           | Zambia     | 1–0       | 5–0     | Vòng loại Cúp bóng đá châu Phi 2021                       |
| 4 | 9 tháng 10 năm 2020  | Sân vận động Wörthersee, Klagenfurt, Áo                 | Nigeria    | 1–0       | 1–0     | Giao hữu                                                  |
| 5 | 2 tháng 9 năm 2021   | Sân vận động Mustapha Tchaker, Blida, Algérie           | Djibouti   | 3–0       | 8–0     | Vòng loại FIFA World Cup 2022 – Khu vực châu Phi (Vòng 2) |
| 6 | 8 tháng 6 năm 2022   | Sân vận động Quốc gia Tanzania, Dar es Salaam, Tanzania | Tanzania   | 1–0       | 2–0     | Vòng loại Cúp bóng đá châu Phi 2023                       |
| 7 | 5 tháng 1 năm 2023   | Sân vận động Kégué, Lomé, Togo                          | Togo       | 1–0       | 3–0     | Giao hữu                                                  |
| 8 | 5 tháng 1 năm 2023   | Sân vận động Kégué, Lomé, Togo                          | Togo       | 3–0       | 3–0     | Giao hữu                                                  |

## Danh hiệu

### Câu lạc bộ

#### Rennes
- Coupe de France: 2018–19

### Quốc tế

#### Algérie
- Cúp bóng đá châu Phi: 2019